# Rhys Pollock
Rhys Pollock, né le 14 mars 1980 à Sydney, est un coureur cycliste australien.

## Palmarès
- 2005
  - 1re étape du Tour des Grampians Sud
  - 2e du Tour des Grampians Sud
- 2010
  - 2e étape du Tour de Tasmanie
  - Melbourne to Warrnambool Classic
  - 3e de la Goulburn to Sydney Classic
  - 3e du Tour de Tasmanie
- 2011
  - 11e étape du Tour of the Murray River
  - 1re étape de l'Herald Sun Tour
- 2012
  - Classement général du Tour de Taïwan

## Classements mondiaux
| Année            | 2005 | 2006  | 2007  | 2008 | 2009 | 2010 | 2011 | 2012 |
| ---------------- | ---- | ----- | ----- | ---- | ---- | ---- | ---- | ---- |
| UCI Asia Tour    | 47e  | 190e  |       | 95e  | 244e |      | 283e | 11e  |
| UCI Europe Tour  |      | 1248e | 1187e |      |      |      |      |      |
| UCI Oceania Tour |      |       |       |      |      |      |      | 4e   |